# Радунь (Сілезьке воєводство)
Радунь (пол. Raduń) — село в Польщі, у гміні Вельовесь Гливицького повіту Сілезького воєводства.
Населення — 70 осіб (2011).
У 1975—1998 роках село належало до Катовицького воєводства.

## Демографія
Демографічна структура станом на 31 березня 2011 року:
|          | Загалом | Допрацездатний вік | Працездатний вік | Постпрацездатний вік |
| -------- | ------- | ------------------ | ---------------- | -------------------- |
| Чоловіки | 33      | 5                  | 23               | 5                    |
| Жінки    | 37      | 7                  | 24               | 6                    |
| Разом    | 70      | 12                 | 47               | 11                   |